# Gazami-Krabbe
Die Gazami-Krabbe (Portunus trituberculatus, Syn.: Neptunus trituberculatus) ist eine Vertreterin der Familie der Schwimmkrabben. Sie gehört zu den am häufigsten gefischten Krabbenarten der Welt.

## Vorkommen
Das Vorkommen der Gazami-Krabbe reicht von den Küsten Japans im Norden, bis nach Sri Lanka im Westen und die Küsten Nordaustralien und Südneuguinea im Osten, einschließlich der Küsten Taiwans der Philippinen und der Inseln des Malaiischen Archipels und der Andamanen und Nikobaren.
Die Krabben leben auf sandigen Untergrund in bis zu 50 m Tiefe.

## Beschreibung

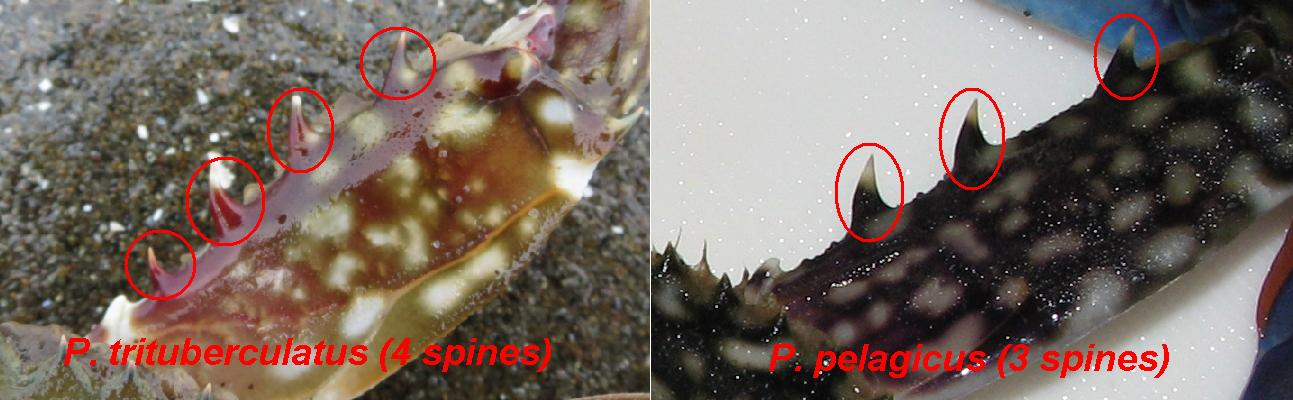
P. trituberculatus links, P. pelagicus rechts

Der grünliche bis braune Rückenpanzer (Carapax) wird beim Männchen bis zu 15 cm breit und 7 cm lang.
Während die nah verwandten Portunus pelagicus je drei Dornen an der Innenseite des Beinpaares mit den Scheren hat, sind es bei der Gazami-Krabbe vier.

## Wirtschaftliche Bedeutung
Besonders in Japan ist die Krabbe als Gericht beliebt. Der kommerzielle Fang der Gazami-Krabbe erfolgt mit Schleppnetzen. 1999 wurden 284.851 Tonnen gefangen, wobei 270.280 Tonnen in China und 11.819 Tonnen in Südkorea in die Netze gingen.